# Marcel Barzin
Pour les articles homonymes, voir Barzin (homonymie).
Marcel Barzin, né à Dinant, le 25 octobre 1891 et décédé à Bruxelles le 31 décembre 1969, est un homme politique belge francophone libéral.

## Biographie
Marcel Barzin fut pendant plus de quarante ans professeur de philosophie à l'ULB. Il fut recteur de l'université de 1950 à 1953.
Il fut sénateur coopté pour le PLP, de 1965 à 1968.
Marcel Barzin fut champion national d'échecs en 1931 (en l'absence des meilleurs joueurs belges) et président de la Fédération des échecs de Belgique.
Son épouse, Betty Barzin, donna pendant de nombreuses années une émission féministe sur la RTB.[réf. nécessaire]
Ils sont inhumés au cimetière de Bruxelles à Evere.

## Publications
- La logique contemporaine, Brussel, 1920
- « La crise de l'idéologie libérale », in: Le Flambeau, 1926
- Cours de Logique, Luik, 1937
- « La nature de la philosophie », in: Revue de l'Université de Bruxelles, 1950
- Préface à l'édition française de l'ouvrage La méthode scientifique en philosophie de Bertrand Russell (Our Knowledge of the External World), traduit de l'anglais par Philippe Devaux, Éditions Payot et Rivages, Paris, 2002,  (ISBN 9782228922128).

## Littérature
- Chaïm Perelman, Le philosophe Marcel Barzin, in: Le Flambeau, 1961
- Philippe Devaux, Notice sur Marcel Barzin, Brussel, 1971
- Paul Van Molle, Le Parlement belge, 1894-1972, Anvers, 1972